# Histoire de Gentilly
 (mars 2013).
L'histoire de Gentilly est l'histoire du village de Gentilly, un lieu d'habitation de la région parisienne, en France.

## Situation et géographie
Le village de Gentilly, de 101 feux en 1709, 114 en 1745, 514 habitants en 1726, et 1600 habitants en 1817, « village très - ancien, département de la Seine, arrondissement de Sceaux, canton de Villejuif, ci-devant province de l'Île-de-France, et diocèse de Paris » se divisait en deux hameaux : le  Petit-Gentilly (ou « Gentilli »)  qui comprenait environ  quinze maisons, avec une rue du Pot    au Lait et en  1790 une croix dite « La Fontaine au Clair »  était dit   la « Glacière »   qui dépendait du    Grand-Gentilly.  
D'autres  hameaux étaient rattachés à Gentilly : Croulebarbe, Italie, Maison-Blanche et la Butte-aux-Cailles. Maison-Blanche  était situé entre les routes de Choisy et de Fontainebleau (c'est-à-dire l'avenue d'Italie actuelle) et son nom vient de l'« l’Auberge de la Maison Blanche », un relais de poste  appartenant au père de Victor Duruy.
La présence de la Bièvre qui se divisait en deux bras à cet endroit, développa différentes industries : mégisseries, tanneries, blanchisseries, teintureries et aussi  glacières. la Bièvre fut vite polluée et Arago décida de  construire un puits. Plus tard on recouvrit la Bièvre.

## Toponyme et étymologie
Gentilly : ce village était jadis célèbre. Il prit le nom de  Gentil, l'un de ses anciens Seigneurs explique Hurtaut en 1779, mais Joseph Delort affirme que ce nom provient du Gaulois Gentilis. L'abbé Jean Lebeuf explique qu'il peut s'agir soit d'un nom romain comme Civilis soit du nom d'un camp sarmate établi près de Paris puisque parmi les dignités militaires de l'Empereur Honorius on lit : « Praefectum Gentilium Sarmatarum Chora Parisos usque ». Un autre auteur affirme que ce lieu fut nommé ainsi gentilis car il était « gentil et agréable » : C'était un lieu de promenade très connu des Parisiens, en particulier c'était un des trois villages de sortie des étudiants de Paris au XVIe siècle, (comme on peut le lire dans Gargantua de Rabelais) ce qu'on appelait ire ad campos, aller à la campagne . Les cartes anciennes mentionnent le hameau de Gentili près de Bicêtre, auquel on accédait depuis Paris par le Chemin de Gentilli qui partait du Clos Païen où se trouvait dit-on la rue primitive de la Glacière non loin de la rue du Champ de l'Alouette et de la rue de la Barrière. Henri IV de France écrivant au Roi d'Espagne, signa : « Henri, par la grâce de Dieu, Roi de Gentilly ». On y trouvait là, les biens que saint Éloi avoit donnés au monastère de Saint-Martial qu'il avoit fondé dans la Cité de Paris. Il était alors « environné de prairies, de jardins, de la rivière de Bièvre et de jolies maisons », mais il se finissait dans un vallon un peu resserré.
Rabelais fait ainsi allusion à Gentilly dans Gargantua :
«  Toutesfoys Ponocrates pour le seiourner de ceste vehemente intention des esperitz advisoyt une foys le moys quelque iour bien clair & serain, on quel bougeoient au matin de la ville, & alloient à Gentilly, ou a Boloigne, ou à Montrouge, ou au pont Charenton, ou à Vanves ou à sainct Clou. Et là passoient toute la iournée à fayre la plus grande chère, dont ilz se povoient adviser, raillanz gaudissans, beuvanz d’aultant, iouanz, chantant, dansanz, se voytrans en quelque beau pré, denigeans des passereaulx, prenanz des cailles, peschans aux grenoilles, & escrevisses. Mais encores que ycelle iournée feust passée sans livres & lectures, ponct elle n’estoyt passée sans profit. Car en beau pré ilz recoloient par cueur quelques plaisans vers de l’agriculture de Virgile, de Hesiode, du Rustice de Politian, descryvoient quelque plaisans epigrammes en latin : puys les mettoient par rondeaux & balades en langue françoise.  »
— François Rabelais, Gargantua

## Une ville épiscopale
Hurtaut écrit en 1779 au sujet de Gentilly : « Il n'y a guère de villages dans le voisinage de Paris, qui puisse se vanter d'une aussi haute antiquité que celui-ci : c'étoit une terre habitée en un Village cultivé dès le VIIe siècle, & où étoient situés les biens que saint Éloi avoit donnés au monastère de Saint-Martial qu'il avoit fondé dans la Cité de Paris » . On trouve en effet mention de ce village et du Monastère Saint-Martial dans une vie de saint Éloi écrite par saint Ouen : « L'abbé Jean Lebeuf, en 1754, dit : que ce saint Eloi, résidant à Paris, visita souvent un de ses amis « en revenant de Gentilli, terre de son monastère Une charte du IXe siècle le désigne ainsi : « Ex ipsa abbatia sancti Eligii villula, quae vocatur  Gentiliaous. » (Du domaine de l'abbaye de saint Éloi, le petit village qu'on nomme Gentilly... « Accidit ergo quadam die ut prœdia monasterii ut Eligius lustrata, et à Gentiliaco jam digressus Parisius remearet, . » Gentilly est donc un des villages les plus anciens des environs de Paris. C'est donc Saint Ouen qui nous apprend que Gentilly était une terre cultivée et un village habité dès le VIIe siècle et, comme c'était un des lieux où étaient situées les terres que Dagobert avait données à saint Éloi, qui lui-même en avait fait présent à son monastère de la Cité de Paris, il y allait quelquefois pour voir l'état de ses biens (prœdia). Ce fut en revenant de Gentilly (a Gentiliaco jam digressus remanaret  qu'il rendit un jour visite à son ami, le solitaire Dulciolenus qui demeurait dans le faubourg de Paris, non loin de l'église de Saint-Pierre, dite depuis de Sainte-Geneviève. » 
Les historiens font surtout mention d'un concile ou « Assemblée de Gentilly » : « L'antiquité de ce dernier village est souvent attestée dans l'histoire. Pépin (fils de Charles Martel, y avait une maison de plaisance. Ce roi y venait quelquefois célébrer les fêtes de Noël et de Pâques. En 767, il assista à un concile qui s'y tint (relatif à la question du filioque) et du Culte des Images,.
Le village de Gentilly appartint au monastère de Saint-Martial dans la Cité de Paris, jusqu'au temps de Charles Martel, qui le revendiqua à son domaine ; enfin, sous Louis le Bègue, en 878, il tomba au pouvoir des évêques de Paris : « En l'an 878 Ingelvin évêque de Paris, se faisant attribuer, & à ses fuccesseurs, par une Charte de Louis-le-Bègue, la propriété de l'Abbaye de S. Eloy, Obtint du même Prince, que le revenu de Gentilly qui appartenoit à cette Abbaye, & qu'il qualifie de Villula, fût destiné avec son Église & les dépendances du petit Village, pour la fourniture du luminaire dans l'Église de Paris. Il paroit que c'est ainsî que les Évêques de Paris devinrent Seigneurs dans Gentilly, d'où il arriva que par la suite plusieurs Chevaliers y tinrent deux des fiefs sujets à hommage, & à des redevances de cierges » Gentilly eut ainsi son palais épiscopal et de nombreux évêques y résidèrent et devinrent Seigneur de Gentilly comme Étienne Tempier qui habitait la maison de la Pie qu'il avait achetée ou Ranulphe de Homblonières qui fit fortifier le manoir épiscopal après l'avoir acquis, ainsi que ses prés et dépendances, 1333 livres, en 1280, à Geoffroy de Jaigny Ecuyer.
La Paroisse d'Arcueil était englobée dans celle de Gentilly.

## L'hypothèse d'un ancien fief royal
Ce village passait auprès   des villageois pour avoir  été jadis le lieu de résidence des rois et notamment de la maîtresse du roi et avoir possédé un château. En 1812, un  annotateur des œuvres complètes  de Rabelais, Éloi Johanneau, pense  découvrir à Gentilly  la résidence de Diane de Poitiers et de François Ier, suite à quatre vers découverts sur   un rouleau de cuivre  qu'un paysan blanchisseur lui donna. On croit alors sous l'Empire, avoir retrouvé un antique domaine des Rois de France, situé dans la forêt de Bièvre à  Gentilly :
«  Cette découverte est encore confirmée par le témoignage d'André Dunchêsne et de l'abbé Lebeuf, qui assurent que la plupart de nos rois de la première et de la deuxième race faisoient leur séjour à Gentilly, par la lettre suivante, que M. Gault de Saint-Germain a écrite le 14 août 1813 au Journal de l'Empire: •  La  découverte d'une inscription sur les bords de la Bièvre, relative, publiée par M. Éloi Johanneau, dans votre feuille, vient à l'appui des autorités qui prouvent que sous les trois races, nos rois ont eu des palais à Gentilly. Une des plus respectables est celle du savant D. Mabillon, bénédictin, et de son collaborateur D. Michel Germain, dans la Diplomatique liv. IV, pag.  83. Ce dernier n'hésite point à placer Gentilly ( Gentiliacum ), au rang des palais royaux et terres domaniales.  » Le fait est que Pépin y vint passer l'hiver en 762, y célébra la fête de Noël et celle de Pâque qui suivit; qu'en 766, il y vint célébrer encore cette dernière fête, et y lit tenir un concile national. Or, cette résidence du roi et de sa cour à Gentilly, dit Lebeuf, suppose nécessairement qu'il y avoit un palais, et même que c'étoit une des terres royales, villa dominica.  Le fait est que Charles V donna en 1371, à l'évêque de Paris, son hôtel de Valois sis à Gentilly, et les dépendances de cet hôtel. C'est sans doute pour cela que Henri IV écrivant au roi d'Espagne, signa ainsi : Henry, par la grâce de Dieu, roi de Gentilly   »
 Or  d'autres  historiens pensent que le village de Gentilly où vint Pépin et en fait celui de   Nantilly : on ne possède donc aucune certitude sur ce sujet. Une grande Tour ronde dont parle Heurtaut   et dont les plans anciens portent la trace, semblaient à plusieurs, les restes d'un palais royal :  « II y avoit à Gentilly une tour qu'on appelloit la « tour ronde », qui étoit un fief des fleurs, de Brunoy, & que l'Evoque de Paris acheta. Il y avoit suffi un autre fief appelle la « tour carrée » : il n'appartenoit en 1390, à Jean de Beauvais, qui en donna le dénombrement au Roi à caufe de Guillemette de Seet, sa femme. Cette tour   fortifiée est  encore dans le clos de M. de Beauvais, Seigneur de Gentilly ».  Ce qui est certain c'est qu'il y avait à Gentilly quantité de fiefs, et chaque possesseur de fief pouvait se dire Seigneur de Gentilly : il y avait donc plusieurs Seigneurs de Gentilly. En 1553 Guillaume Robineau (Robyneau), docteur régent en la faculté de médecine de Paris reçoit en donation de sa fiancée Geneviève Huré veuve de Nicolas Vandier, vivant  asseyeur de la monnoye de Paris  d'une pièce de terre de 2 arpents à Gentilly et une maison à Montrouge.
Gentilly, comme toute  banlieue de Paris depuis François Ier au moins, relevait  de la juridiction de la Ville de Paris donc du Châtelet et de l'officier de police du Châtelet.

## Les Jésuites à Gentilly

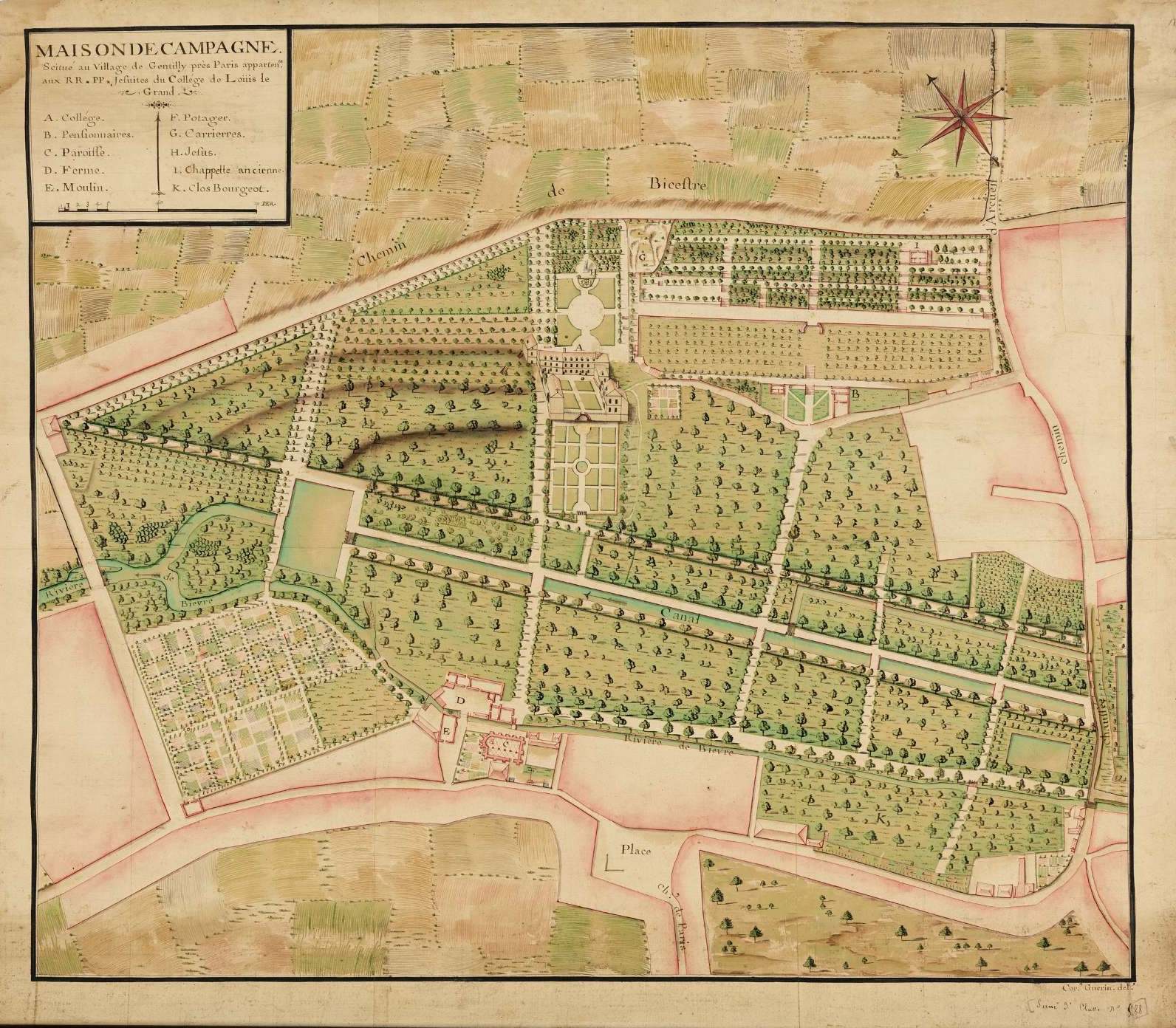
Propriété des Jésuites à Gentilly, Archives nationales

Le théâtre

## Hôpital

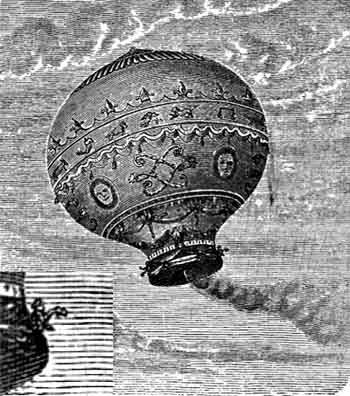
Montgolfière, novembre 1783.

Le village était connu pour ses fièvres. l'hôpital de la Santé ou de Sainte-Anne fondé par Anne d'Autriche en 1651 pour accueillir des malades pestiférés de l'Hôtel-Dieu se  trouvait sur le Chemin de Gentilly. Il hébergeait des filles de la Providence.

## Maisons
Le boucher de Gentilly avait fait mettre sur sa porte : Hic morte vita datur.
Les moulins  étaient nombreux  comme on le voit sur le plan de Tavernier : moulin de la Pointe, moulin de la Vierge, moulinet. Le moulin entre Paris et Gentilly s'appelait le moulin  des Prés. Le premier jour complémentaire de l'an XI, autrement dit du calendrier grégorien : 18 septembre 1803, passèrent en vente à l'audience des criées, deux moulins à vent sis à Gentilly.

## Gentilly sous la Révolution
En 1789, le « Curé-citoyen », M. Debour, est prêtre constitutionnel. Le village est proche de la Barrière du Petit Gentilly et dépend  alors de  la Paroisse église Saint-Marcel de Paris.

#### Images
- Gallica Gentilly : dessins